# Dorpsstraat 16-20 (Lage Vuursche)
Dorpsstraat 16-20 is een rijksmonument in de plaats Lage Vuursche in de Nederlandse provincie Utrecht. Het pand is onderdeel van een van rijkswege beschermd dorpsgezicht.
Het gebouw uit de eerste helft van de negentiende eeuw heeft één woonlaag en staat met de nok evenwijdig aan de Dorpsstraat. Twee ingangen zijn aan de voorzijde, de derde ingang bevindt zich in de rechter gevel.